# Lanceopora macneilli
Lanceopora macneilli is een mosdiertjessoort uit de familie van de Lanceoporidae. De wetenschappelijke naam van de soort is voor het eerst geldig gepubliceerd in 1924 door Livingstone.